# آدام وارگا
آدام وارگا (مجاری: Varga Ádám؛ زادهٔ ۲۰ نوامبر ۱۹۹۹) قایقران کانو اهل مجارستان است.
وی در مسابقات کشوری و بین‌المللی در مجموع برندهٔ ۱ مدال نقره شده‌است.